# Teckenspråksutbildning för föräldrar
Teckenspråksutbildning för föräldrar, TUFF, är en frivillig utbildning för föräldrar som har barn som för sin kommunikation är beroende av teckenspråk. Syftet med utbildningen är att ge föräldrar sådana färdigheter att de kan använda teckenspråk i kontakt med sitt barn och därmed främja barnets utveckling. Även andra som likställs med föräldrar kan antas till utbildningen till exempel den som är gift eller sambo med en förälder.
Utbildningen bygger på den förkunskap i teckenspråk som ges av landstingen enligt Hälso- och sjukvårdslagen. Utbildningen omfattar maximalt 240 timmar och är kostnadsfri.

## Anordnare
Många folkhögskolor som anordnar andra teckenspråksutbildningar anordnar även TUFF-kurser, bland andra Västanviks, Härnösands och Södertörns folkhögskolor.